# Доброчаєва Дарія Микитівна
Дарія (Дарина) Микитівна Доброчаєва (до шлюбу Ковальчук; 30 березня 1916, с. Хижники Старокостянтинівського району Хмельницької області — 1 грудня 1995, м. Київ) — українська ботанік, лауреатка Державної премії УРСР, Заслужений діяч науки і техніки УРСР, доктор біологічних наук. Учасниця Другої світової війни.

## Біографія

Могила Дарії Доброчаєвої та її родини, Байкове кладовище

Народилася 30 березня 1916 р. в селі Хижники Старокостянтинівського району (тоді Райківської волості Новоград-Волинського повіту Волинської губернії) в родині Микити та Ксенії Ковальчуків. Дарина мала трьох братів. Старший Степан закінчив геологічний факультет Харківського університету і став інженером-геологом. Середній Андрій закінчив Орловське бронетанкове училище, був командиром танкової розвідки. У 1937 за станом здоров'я звільнився з армії, працював в Києві начальником цеху і секретарем парторганізації Київської дзеркальної фабрики, але в жовтні того ж року був заарештований, засуджений на 7 років, відправлений до Волголагу НКВС у місті Рибинськ, де і помер в 1942 чи 1943 році. Наймолодший брат Лук'ян заочно вчився в Московському текстильному інституті, всю війну був в лавах діючої армії, працював головним інженером у Львові, а з травня 1948 по 1965 рік головним інженером Прилуцької панчішної фабрики, а з 1965 року і до виходу на пенсію в 1988 році директором цієї ж фабрики.
Після закінчення школи та педагогічних курсів Дарія Ковальчук деякий час працювала вчителькою. Потім навчалася в Північнокавказькому ветеринарно-зоотехнічному інституті м. Новочеркаська, та на біологічному факультеті Ростовського державного університету.
У 1933 р. Дарія Микитівна переводиться до Харківського державного університету, де по закінченні навчання починає працювати під керівництвом професора Ю. Д. Клеопова.
З 1938 р. обіймає посаду асистентки відділу геоботаніки Інституту ботаніки АН УРСР у м. Києві, а невдовзі вступає до аспірантури відділу вищих рослин і заглиблюється у критико-систематичне вивчення роду Centaurea L. флори України.
Наукові дослідження перериває німецько-радянська війна. Чоловік, льотчик-інженер Павло Григорович Доброчаєв, брав участь у бойових діях в Іспанії та Китаї, за мужність був нагороджений орденом Червоної Зірки. Він загинув у перші місяці війни в бою під Полтавою. Після загибелі чоловіка доброволицею іде на фронт, де служить у складі 215-ї авіаційної дивізії.
Після війни Дарія Доброчаєва повертається до Києва для продовження навчання в аспірантурі і наукових досліджень під керівництвом професора М. В. Клокова. В грудні 1946 р. вона захищає кандидатську дисертацію «Систематичний та історико-географічний нарис роду Centaurea L. s.l. у флорі УРСР», де зокрема описала 5 нових для науки видів волошок — Centaurea nigriceps Dobrocz., Centaurea alutacea Dobrocz., Centaurea ternopoliensis Dobrocz., Centaurea pseudocoriacea Dobrocz., Centaurea pseudomaculosa Dobrocz.
У відділі систематики та флористики судинних рослин Доброчаєва пропрацювала майже 20 років поруч з такими вченими, як М. В. Клоков, Олена Вісюліна, Є. І. Бордзиловський, А. І. Барбарич та іншими.
У 1966 р. призначена завідувачкою Ботанічного музею Інституту ботаніки АН УРСР, який був складовою експедиційно-територіального комплексу Центрального науково-природознавчого музею АН УРСР. Спільно з колегами-науковцями — доктором біологічних наук Б. В. Заверухою, кандидатами біологічних наук Л. М. Сипайловою і Л. С. Пановою розпочала формування музею — розробляла наукові засади фітобіологічних експозицій, ескізні проекти вітрин, біогруп, діорам, складала тестові характеристики рослинного світу окремих ботаніко-географічних і флористичних регіонів, створювала схеми розподілу рослинності, хорологічні карти, виготовляла об'ємні натурні експонати тощо. Упродовж 1975—1982 років видавався та перевидавався «Путівник по експозиціях Ботанічного музею», написаний Д. М. Доброчаєвою, Б. В. Заверухою і Л. М. Сипайловою. За матеріалами експозицій автори підготували також два видання науково-популярної книги «У царстві флори» (1978, 1982). Багато вітчизняних і зарубіжних учених називали український ботанічний музей найкращим у світі.
В останній рік життя тяжко хворіла, була прикута до ліжка. Померла на 80-му році життя 1 грудня 1995 року. Похована разом із родиною на Байковому кладовищі.

## Наукова діяльність
В науці її цікавили систематика, флористика, бур'янознавство, охорона природи, музеєзнавство, історія науки. Свої наукові дослідження вона почала з вивчення систематики роду Centaurea L. (Волошка) під керівництвом професора Є. І. Бордзиловського, а згодом професора М. В. Клокова. Дарія Микитівна Доброчаєва описала понад 30 нових таксонів, зокрема 21 новий для науки вид судинних рослин. Дарія Доброчаєва — авторка та співавторка 193 публікацій, серед яких — 19 монографій, 80 наукових і науково — популярних статей та інших видань. Разом з іншими співробітниками Інституту ботаніки АН УРСР вона брала участь у роботі над написанням чергових томів «Флори УРСР», для якого вона опрацювала 513 видів рослин. За цю фундаментальну працю Дарія Микитівна разом з іншими науковцями була удостоєна Державної премії УРСР у галузі науки і техніки. Паралельно разом з колегами брала участь у створенні «Визначника рослин УРСР» (1950), який був відзначений Державною премією СРСР. Для цього видання Д. М. Доброчаєва опрацювала цілу низку таксонів — Serratula L., Crupina Cass., Rhaponticum DC., Chartolepis Cass., Acroptilon Cass., Phaeopappus Boiss., а також монографічно рід Centaurea L. Також критично опрацювала багато таксонів для низки інших флористичних видань — «Флора Крыма» (1969), «Бур'яни України» (1970), «Визначник рослин Українських Карпат» (1977), «У царстві флори» (1978), «Флора европейской части СССР» (1981), «Жизнь растений» (1981), «В царстве флоры» (1982), «Центральный научно-природоведчкский музей АН УССР. Ботанический музей» (1982), «Ботанический музей. Путеводитель» (1986), «Хорология флоры Украины» (1986), «Определитель высших растений Украины» (1987), «Червона книга України» (1996).
Опублікувала низку цікавих і важливих для науки критико-аналітичних праць, що стосувалися біорізноманіття родів Anthemis L. (1952), Spiraea L. (1954), Trapa L. (1955), Symphytum L. (1967, 1968) та інших.
Найвагомішим дослідженням Дарини Доброчаєвої було флорологічне і критико-систематичне опрацювання великої різноманітності шорстколистих на теренах СРСР. Результати цього величезного узагальнюючого дослідження були підсумовані в її докторській дисертації — «Бурачникоцветные (Boraginales Hutch.) европейской части СССР», яку Д. М. Доброчаєва захистила в 1978 р. У ній наведено 143 види шорстколистих замість відомих раніше 110, описано 6 нових для науки видів рослин — Onosma volgense Dobroch., Onosma guberlinense Dobroch. et V.M.Vinogr., Onosma macrochaetum Klokov et Dobroch., Echium popovii Dobroch., Symphytum popovii Dobroch., Myosotis popovii Dobroch.
З експедицій по Україні і світу, із приватних поїздок вона привозила численні гербарні матеріали і передала до Інституту ботаніки понад 30 тис. гербарних аркушів. Керуючи тривалий час обмінним фондом гербарію, значно розширила зв'язки з ботанічними установами багатьох країн Європи, Азії та Америки, активізувала роботу щодо поповнення колекції світової флори.
Багато зусиль доклала Д. М. Доброчаєва вивченню наукової спадщини, біографій, епістолярію почасти забутих або переслідуваних ботаніків — таких, як Н. Т. Гаморак, Ю. Д. Клеопов, О. А. Яната, Н. Т. Осадча-Яната, Й. Пачоський та інших. Вона популяризувала їхні дослідження, писала про них статті, видавала книжки, зокрема, про одного з перших президентів ВУАН академіка В. І. Липського (у співавторстві з журналістом Г. П. Мокрицьким). Завдяки її діяльній участі побачили світ двотомник робіт її вчителів М. Г. Попова (1983), монографія Ю. Д. Клеопова (1990). Готувалися до друку матеріали наукової спадщини М. В. Клокова та Н. Т. Осадчої-Янати.

### Види судинних рослин, описані Д.М.Доброчаєвою
| 1. Centaurea alutacea Dobrocz. 1949 2. Centaurea czerkessica Dobrocz. et Kotov, 1962 3. Centaurea nigriceps Dobrocz. 1946 4. Centaurea pseudomaculosa Dobrocz. 1949 5. Centaurea pseudocoriacea Dobrocz. 1949 6. Centaurea ternopoliensis Dobrocz. 1949 7. Anthemis subtinctoria Dobrocz. 1961 8. Anthemis parviceps Dobrocz. et Fed. ex Klokov, 1974 9. Anthemis zephyrovii Dobrocz. 1961 10. Echium popovii Dobrocz. 1977 11. Myosotis popovii Dobrocz. 1957 | 1. Onosma guberlinensis Dobrocz. et Vinogr. 1966 2. Onosma macrochaetum Klokov et Dobrocz. 1957 3. Onosma volgense Dobrocz. 1977 4. Symphytum popovii Dobrocz. 1968 5. Spiraea litwinowii Dobrocz. 1954 6. Trapa danubialis Dobrocz. 1955 7. Trapa flerovii Dobrocz. 1955 8. Trapa macrorhiza Dobrocz. 1955 9. Helianthemum creticola Klokov et Dobrocz. 1974 10. Helianthemum cretophilum Klokov et Dobrocz. 1974 |

## Нагороди

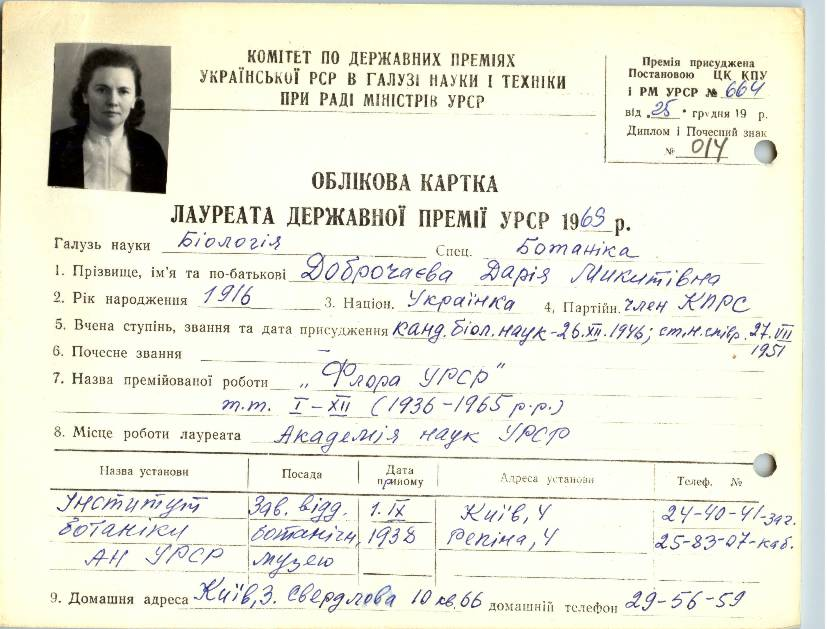
Облікова картка лауреата Державної премії УРСР Д. М. Доброчаєвої

Трудова, наукова й організаторська діяльність Д. М. Доброчаєвої відзначені державними нагородами — Грамотою Президії Верховної Ради Української РСР, медалями. Від 1982 р. вона — Заслужений діяч науки і техніки УРСР.

## Вшанування пам'яті
Ботанічна експозиція Національного науково-природничого музею, організатором створення якої була Д. М. Доброчаєва, нині носить її ім'я — Ботанічний музей імені Д. М. Доброчаєвої.
На честь науковця названо вид Centaurea × dobroczaevae Tzvelev (наразі в базі даних «The Plant List» має статус невизначеного).

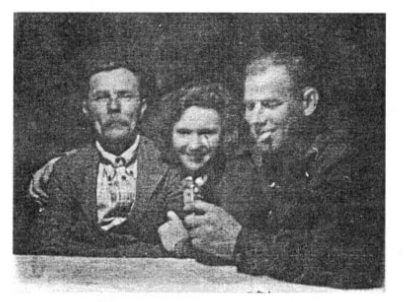
Доброчаєва Д.М. З чоловіком (праворуч) Доброчаєв П.Г. та батьком (ліворуч) Ковальчук М.Л.

## Родина
Чоловік Дарії Микитівни, льотчик-інженер Павло Григорович Доброчаєв Самостійно виховувала сина Доброчаєва Михайла Павловича. Правнук Доброчаєв Михайло Юрійович. 